# 三福エンターテイメント
三福エンターテイメント（みふくエンターテイメント、1983年1月19日 - ）は、日本の男性お笑い芸人。本名、三福 英敬（みふく ひでたか）。所属事務所はプロダクション人力舎。スクールJCA16期生。

## 人物
- 鹿児島県指宿市出身。明治学院大学文学部芸術学科映像専攻科卒業。
- 身長182cm。血液型A型。
- 特技：演歌・かつお節の知識
- 趣味：映画鑑賞・カラオケ・漫画喫茶・腕相撲
- 実家が鹿児島で鰹節工場を営んでいる。
- 4人兄妹の長男。
- 低音でよく通る、いわゆる「良い声」を持つ。ライブで影マイクを担当することも多く、テレビ番組などのナレーターとしても活躍。
- ナルシシストである。
- 高い、怖い、辛いが苦手。
- 博愛主義。

## 略歴
デビュー当初はオフィス★怪人社に所属し、ピン芸人「三福ジャガー」として活動。
2007年にスクールJCAへ16期として入学し、2008年よりお笑いコンビ「ザンゼンジ」としてJCAプロモーションに所属。2010年よりプロダクション人力舎所属となって活動。
2012年、出身地である山川水産加工業協同組合より「かつおぶし大使」に任命。ピンになってからも継続中。
2015年12月19日、ザンゼンジを解散。2016年よりピンとして活動を始める。
2018年8月、わっしょい中村（元マロンフェスタ）と「zero」というユニットを組み、漫才ライブ「激漫」を中心に活動。同年と2019年のM-1グランプリに出場し、共に2回戦へと進出。
2020年にヒロ・オクムラ（元Wニードロップ）と「今夜も星が綺麗」というユニットを組み、2021年のM-1グランプリで3回戦に進出、2024年には準決勝まで進出した。また、2021年にムラムラタムラと「ノイズ オブ ギャラクシー」というユニットも組んでおり、同年のキングオブコントで2回戦へ進出した。
2024年12月、YouTubeチャンネル「今夜も星が綺麗ですね」の生配信で、結婚と第一子誕生を報告した。

## 芸風
自作の「壁」を用いて、Showと称した漫談を行う。オリジナルの不気味な音に合わせて壁に隠れたり壁を動かしたりと、自身の低く良い声やスタイリッシュな身体を生かしてネタを行う。主なネタは「壁メンタリズム」「壁クイズ」「壁学習」など。
事務所ライブではコントを行うこともある。コンビ時代から定評の合った演技力を生かし、不気味な雰囲気で淡々とした一人コントを行う。見た目の渋さから、ダンディーなナルシストとして立振舞う。
コンビ時代より、TVやネット動画などのナレーションも行う。本来の低く張りのある声だけでなく、犬のキャラクターを可愛い声でアテレコしたりと、多彩な声質を持つ。

## 賞レース戦歴

### ザンゼンジ
- 2011年 G1グランプリinつるがしま2011 決勝進出
- 2012年 キングオブコント 準々決勝進出
- 2013年 キングオブコント 準決勝進出
- 2013年 新人内さまライブ チャンピオン大会2013 準優勝
- 2014年 オンバト+第4回チャンピオン大会 年間チャンピオン1位
- 2015年 第2回NHK新人お笑い大賞 本選出場
- 2015年 キングオブコント 準決勝進出
- 2015年 M-1グランプリ 3回戦進出

### 三福エンターテイメント
- 2016年 R-1ぐらんぷり 2回戦進出（ザンゼンジ三福名義にて）[8]
- 2016年 千葉テレビ白黒アンジャッシュ白黒-1グランプリ2016 初代チャンピオン[9]
- 2017年 R-1ぐらんぷり 2回戦進出
- 2017年 第一回お笑い紙芝居グランプリ 決勝進出[10]
- 2018年 R-1ぐらんぷり 3回戦進出
- 2018年 M-1グランプリ 2回戦進出（わっしょい中村とのユニット「zero」として）
- 2019年 M-1グランプリ 2回戦進出（わっしょい中村とのユニット「zero」として）
- 2021年 キングオブコント 2回戦進出（ムラムラタムラとのユニット「ノイズ オブ ギャラクシー」として）
- 2021年 M-1グランプリ 3回戦進出（ヒロ・オクムラとのユニット「今夜も星が綺麗」として）[11]
- 2022年 M-1グランプリ 2回戦進出（ヒロ・オクムラとのユニット「今夜も星が綺麗」として）[11]
- 2023年 M-1グランプリ 3回戦進出（ヒロ・オクムラとのユニット「今夜も星が綺麗」として）[11]
- 2024年 M-1グランプリ 準決勝進出（ヒロ・オクムラとのユニット「今夜も星が綺麗」として）[11]

## 出演

### テレビ
- 輝け!ギャラ3000円芸人（BSスカパー、2016年1月21日）
- アカデミーナイトQ（TBS、2016年3月1日）
- Hot-dog PRESS TV（BS日テレ、2016年3月22日）
- シューイチ 夏休みブレークちょい前芸人（日本テレビ、2016年8月21日）
- お願い!ランキング2部 お願い！マンピンコン（テレビ朝日、2016年10月3日 - 2016年10月25日） - 10月シーズン参加
- さんまのお笑い向上委員会（フジテレビ、2016年11月5日 - 2016年11月19日） - モニター横・見学芸人
- Momm!!（TBS、2016年11月14日）
- R-1ぐらんぷり2017放送決定！ それまでに見とかなアカン!! ひとり芸あるある（関西テレビ、2016年12月19日）
- 空カラ街コロ（フジテレビ、2016年12月20日・2017年1月2日）
- ビートたけしのフランスは本当に勲章をくれたのかTV（TBS、2016年12月26日）
- 白黒アンジャッシュ（千葉テレビ、2016年12月20日(634回)・12月27日(635回) ・2017年2月7日(641回)・2018年8月8日）
- 漫才VSピンVSコント芸人が本気で激突　お笑い最強団体戦2017（テレビ朝日、2017年1月1日）
- めざましテレビ（フジテレビ、2017年1月17日） - コレぐぅPEOPLE「2017年東西お笑い芸人ブレイク予想」
- クイズ☆スター名鑑SP（TBS、2017年1月22日） - 「カラオケ歌われるまで帰れません!」企画
- 本能Z（CBC、2017年4月5日）[12]
- 日テレアップDate!（日本テレビ、2017年4月16日） - 「第一回お笑い紙芝居グランプリ」決勝
- バクモン学園〜鬼教師・太田と委員長・田中と芸人30人の物語〜（テレビ朝日、2017年4月25日・2017年8月8日）
- ビートたけしの映画小説大ヒットなのに日本はなぜ勲章をくれないのかTV（2017年12月27日）
- 漫画みたいにいかない（日本テレビ、2018年1月10日） - 第1話に声の出演
- 前略、西東さん（中京テレビ、2018年4月28日）[13][14]
- スキマTIMES（RKB、2018年6月5日 - ） - ナレーション担当
- ビートたけしの独立してマージン分ギャラ下げるからあと2回ヤラせてTV（TBSテレビ、2018年12月26日）
- 朝まであらびき団SP あら1グランプリ2018（TBSテレビ、2018年12月29日）
- ビートたけしの公開!お笑いオーディション （TBSテレビ、2019年12月28日）
- ウッチャン式（TBSテレビ、2021年8月22日・2021年10月3日）[15]
- お願い!ランキング presents そだてれび（テレビ朝日、2023年3月24日）- 「ランジャタイ国崎の『つっこめ台車!お笑いモンスターハウス』」企画

### ドラマ
- アイシー〜瞬間記憶捜査・柊班〜 第4話・第5話（2025年2月11日・18日、フジテレビ） - 西村圭一郎 役[16]
- 家政夫のミタゾノ 第7シーズン 第8話（2025年3月4日、テレビ朝日） - 捜査員 役[17]

### ラジオ
- マイナビ Laughter Night（TBSラジオ、2016年12月3日）[18]

### インターネット
- G-1グランプリ上野（2016年5月 - 7月）[19]
- オールナイトニッポン50周年パーソナリティオーディション
- CONTENTS LEAGUE　フリーペーパー『SHOW COM』Vol.17[20]
- にちようチャップリン「これからチャップリン第2回ネットオーディション」
- 7.2 新しい別の窓#3「ユーチューバー 草彅」ナレーション担当
- パラビき!パラビき!あらびき団 〜四天王編〜（Paravi、2018年7月6日）
- 村上信五のだれかおるやろ!（ひかりTV・東海テレビ、2021年10月27日 - ） - ナレーション担当

### 主な出演ライブ
- バカ爆走!（事務所ライブ・毎月1日から6日 ミニホール新宿Fu-）
- どっきん!（事務所ライブ・新宿バティオス）
- Spark!
- 人力アワード2016[21]
- ナルシストライブ
- グッドルッキングライブ
- 一年で売れるライブ
- 7ピンLIVE（石出奈々子、キャプテン渡辺、TAIGA、中村涼子、マツモトクラブ、ルシファー吉岡とのユニットライブ　第1回は2016年4月22日）
- ワラインプロ
- レジスタリーグ！（MC）
- JAMEお笑いハーベスト大賞（公式サイト[リンク切れ]）
- 実況中継のススメ[22]
- FKDZ 10th LIVE 2days・展望[23]
- 永野ちゃん決起集会[24][25]
- したまちコメディ映画祭in台東「人力舎×マセキ Presents映画ネタ-1グランプリ」[26][27]
- トッパレチャンピオンカーニバル（MC）[28]
- ウルトラC[29]
- K-PROライブアワード＆今年も色々ありました忘年会スペシャル！（ちょびっと戦略発表会）[30][31][32]
- 十年一突（スーパー3助、すっきりソング、ゾフィー、たぬきごはん、ダンシングヒーロー、中村涼子、ロビンソンズとのユニットライブ　第1回は2017年1月29日[33]）
- K-PRO一週間ぶっ通し興行2017 マツモトクラブ×三福エンターテイメント ツーマンライブ[34]
- 劇団ハッピーヒューマン[35]
- ポジティブ[36][37]
- 芸人語彙力王[38]
- 大集合! 新世代ピン芸人祭り[39]
- TBC（東京ブサイクコレクション）目の保養ゲストとして[40]
- キャバレー遊び足りない ワンマンショー‼️ - ゲスト出演
- イケメン万博EXPO2017〜冬〜
- ニブンノゴ！のお隣いいですか？[41]
- 漫才ライブ「激漫」[42]

ほか